# Waterboat Point
Der Waterboat Point (in Chile Península Munita) ist der äußerste westliche Ausläufer einer niedrigen Halbinsel zwischen dem Paradise Harbor im Südwesten und der Andvord Bay im Nordosten, an der Danco-Küste im Westen des antarktischen Grahamlands. Sie ist Standort der chilenischen González-Videla-Antarktis-Station. Von der 1,1 km entfernten Lemaire-Insel im Westen ist sie durch die Aguirre-Passage getrennt. Das Kap wird bei hoher Tide zu einer Insel.
Grob kartiert wurde es 1898 bei der Belgica-Expedition (1897–1899) unter der Leitung des belgischen Polarforschers Adrien de Gerlache de Gomery. Benannt ist es nach einer provisorischen Behausung, in der die beiden britischen Geologen Thomas Wyatt Bagshawe (1901–1976) und Maxime Charles Lester (1891–1957) im Zuge der British Imperial Antarctic Expedition (1920–1922) unter der Leitung John Lachlan Copes (1893–1947) zwischen Januar 1921 und Januar 1922 lebten und in der Umgebung geodätische Vermessungsarbeiten durchführten. Namensgeber der chilenischen Benennung ist Diego Munita Whittaker, Leiter der 5. Chilenischen Antarktisexpedition (1950–1951).